# 魔法系☆彼氏
『魔法系☆彼氏』（まほうけい かれし）は、春城天美による日本の漫画作品。また、原作者の初の単行本である。
小学館『少女コミック』2003年10月号から2003年12月号までに連載された。

## 登場人物
一葉（いちよう）
雨宮礼司（あめみや れいじ）
二葉（ふたば）

## 収録作品
1. 魔法系☆彼氏
2. あだると×ベイビィ
3. 魔法系彼氏番外編〜礼司のこころ（描き下ろし）

## 書誌一覧
- 『魔法系☆彼氏』（原作：春城天美、小学館 - フラワーコミックス、全1巻）

1. 2003年7月26日発売、ISBN 978-4-09-138351-8